# Oktober 2025
Portal Geschichte | Portal Biografien | Aktuelle Ereignisse | Jahreskalender | Tagesartikel

◄ |
20. Jahrhundert |
21. Jahrhundert

◄ |
1990er |
2000er |
2010er |
2020er
| 2030er | 2040er

◄ |
2021 |
2022 |
2023 |
2024 |
2025
| 2026 | 2027 | 2028 | 2029 | ►

◄ |
Juli 2025 |
August 2025 |
September 2025 |
Oktober 2025 |
November 2025 |
Dezember 2025 |
Januar 2026 |
►
Dieser Artikel behandelt tagesbezogene Nachrichten und Ereignisse im Oktober 2025. Eine Artikelübersicht zu thematischen „Dauerbrennern“ und zu länger andauernden Veranstaltungen findet sich auf der Seite zu den laufenden Ereignissen.

## Tagesgeschehen

### Samstag, 4. Oktober 2025
- Prag/Tschechien: Abgeordnetenhauswahl in Tschechien

### Donnerstag, 9. Oktober 2025
- Deutschland: Deutscher Schauspielpreis 2025

### Sonntag, 12. Oktober 2025
- Yaoundé/Kamerun: Präsidentschaftswahl in Kamerun[1]

### Samstag, 25. Oktober 2025
- Yamoussoukro/Elfenbeinküste: Präsidentschaftswahl in Elfenbeinküste

### Sonntag, 26. Oktober 2025
- Buenos Aires/Argentinien: Parlamentswahl in Argentinien[2]

### Dienstag, 28. Oktober 2025
- Dodoma/Tansania: Parlamentswahl in Tansania[3][4]